# Sarah Gray
Sarah Gray (Raetihi, 29 de octubre de 1990) es una deportista neozelandesa que compitió en remo.
Ganó una medalla de bronce en el Campeonato Mundial de Remo de 2011, en la prueba de cuatro scull. Participó en los Juegos Olímpicos de Londres 2012, ocupando el séptimo lugar en la misma prueba.

## Palmarés internacional
| Campeonato Mundial | Campeonato Mundial | Campeonato Mundial | Campeonato Mundial |
| Año                | Lugar              | Medalla            | Prueba             |
| ------------------ | ------------------ | ------------------ | ------------------ |
| 2011               | Bled (Eslovenia)   | Medalla de bronce  | Cuatro scull       |